# Aben Cosay
Aben Cosay es el nombre de un aldeano de la provincia de los Algarbes (Córdoba), que, después de haber pasado algunos años en la escuela de un imán de Almería, volvió a su país y empezó a predicar la doctrina de Al-Ghazali, condenada como herética por los doctores musulmanes.
Juntó muchos secuaces, pasó a Sevilla, sublevó las vecinas aldeas y engrosando su banda pronto se halló en estado de arrojar a los almorávides hasta hacerles pasar por el Guadiana (año 1134)